# Zrenjanin
Zrenjanin (serbisk: Зрењанин) er en by i det autonome område Vojvodina i Serbien.
Byen nævntes i 1326 som landsby på bredden af floden Begej. Senere blev der bygget et fort og stedet blev beboet af serbere, tyskere, rumænere, italienere, franskmænd og spaniere. Zrenjanin (med navnet Stor Beckerek) blev til købstad i 1769. I 1807 blev byen hærget af en katastrofal brand. Fra 1935 hed byen Petrovgrad og siden 1946 har den heddet Zrenjanin, navngivet efter folkehelten Žarko Zrenjanin Uča. Under den 2. verdenskrig blev omkring 10.000 af indbyggerne dræbt i KZ-lejre mens omkring 2.500 blev henrettet ved nedskydning.